# Sicyocaulis pentagonus
Sicyocaulis pentagonus là một loài thực vật có hoa trong họ Cucurbitaceae. Loài này được Wiggins miêu tả khoa học đầu tiên năm 1970.